# حصار القدس (1834)
وقع حصار القدس عام 1834 أثناء تمرد الفلاحين في فلسطين والذي وقع عقب دخول الجنرال المصري إبراهيم محمد علي باشا إلى سوريا العثمانية وطلبه التجنيد العسكري اللاحق على القرويين في المنطقة. اشتبك المتمردين المحليين المنخرطين في الحصار مع حامية مصرية قوامها حوالي 2000 جندي بداية من 21 مايو وحتى وصول القوة الرئيسية لإبراهيم باشا في 7 يونيو. وقعت الهزيمة الساحقة لتعزيزات المتمردين في 9 يونيو بقيادة إبراهيم باشا.

## الخلفية
خلال ربيع عام 1834، بدأ الاستياء في الخليل ونابلس يتصاعد نتيجة بسبب تخطيط إبراهيم محمد علي باشا لتجنيد رجال محليين في جيشه. في 18 مايو، اندلع القتال في الخليل وفي 21 مايو أُرسلت قوة متمردة كبيرة إلى القدس.

## الحصار

### وصول قوات المتمردين
سار حوالي 6 إلى 7000 متمرد إلى القدس من الخليل، بهدف الاستيلاء عليها من المصريين. في ذلك الوقت، كان لدى المدينة حاميةٌ مكونة من حوالي 2000 رجل، بينما كان إبراهيم باشا متمركزًا مع القوات الرئيسية في مقره في يافا. لقد أغلقت قوات إبراهيم في القدس أبواب المدينة وتمركز ما بين 500 إلى 600 جندي عند بوابة يافا حيث كان الهجوم الأول متوقعًا.
في 22 مايو خرج 1000 جندي من المدينة على أمل مواجهة المتمردين في العراء لكنهم فشلوا في الاتصال بهم. ثم عادوا إلى المدينة بعد إعادة قرية لفتا. في تلك الليلة كان هناك الكثير من إطلاق النار من خارج الجدران. في 26 مايو، بدأ الحصار دون وصول أي طعام أو ماء إلى المدينة. كان للمدافعين مدفعين اثنين تم تحريكهما حول الجدران لتفريق الهجمات. لم يتمكنوا من الاعتماد على ولاء مسلمي المدينة واضطروا إلى البقاء في الخدمة ليل نهار.

### الزلزال
في فترة ما بعد الظهر في وقت مبكر من 26 مايو، اهتزت المنطقة بزلزالين أعقبتهما صدمات وزلازل قوية أخرى استمرت حتى منتصف الليل. وبسبب الزلزال، انهار جزء من السياج الخارجي للمسجد الأقصى وكذلك عدة منازل وقمم بعض المآذن. ومع ذلك، واصل المتمردين إطلاق النار طوال الوقت. في اليوم التالي كان هناك مزيدًا من الهزات.

### هجوم المتمردين
في 28 مايو، شن المتمردون هجومًا قويًا ولكن تم صدهم. بدأ الشعور بالنقص في الغذاء والوقود في المدينة المحاصرة. وبعد أربعة أيام، بعد منتصف ليلة 1 يونيو، تراجعت الحامية المصرية فجأة إلى القلعة. في الليلة التالية، تعرضت القوات لهجوم مضاد لفترة قصيرة ولكنها عادت إلى القلعة، بينما دخل المتمردون إلى المدينة ناهبين متاجرها. وبحلول 4 يونيو، كانت المدينة، باستثناء القلعة، تحت سيطرة المتمردين. وبعد يومين من التراجع خرج الجنود من القلعة، ويبدو أنهم كانوا يبحثون عن الطعام.
في 7 يونيو، وصل إبراهيم باشا بفوج واحد وست قطع من المدفعية، بعد أن شق طريقه من يافا لمدة ثلاثة أيام وليال.

### هزيمة تعزيزات المتمردين
في 9 يونيو، وعلى بعد ساعتين شمال القدس، اشتبكت قوة مصرية من المدينة بتعزيزات، تتكون من 2000 فارس و4000 من المشاة مع المتمردين الذين كانوا يقتربون من نابلس. قتل 1500 متمرد وأُسر 11. في 16 يونيو، وعلى بعد ثلاث ساعات إلى الجنوب، بالقرب من برك سليمان، كان الجيش أقل نجاحًا وكان عليه أن يقاتل في طريق العودة إلى المدينة.
في 18 يونيو انتشر طاعون في القدس.

## العواقب
وفي الشهر التالي، احتل الجيش المصري نابلس ونزع سلاحها، وصادر 1500 قطعة سلاح. ثم هاجم المصريون الخليل في 1 أغسطس، حيث انسحب آخر المتمردين. تم نهب المدينة وقُتل جميع السكان المسلمين.
في 16 أغسطس، وصل العميد البحري باترسون من البحرية الأمريكية إلى القدس مع أسرته و16 ضابطًا وجراحًا. وبعد ثلاثة أسابيع تم إجلاء المبشرين الأمريكيين الباقين على قيد الحياة إلى بيروت.